# Larabicus quadrilineatus
Larabicus quadrilineatus är en fiskart som först beskrevs av Rüppell, 1835.  Larabicus quadrilineatus ingår i släktet Larabicus och familjen läppfiskar. IUCN kategoriserar arten globalt som otillräckligt studerad. Inga underarter finns listade i Catalogue of Life.